# 人車軌道

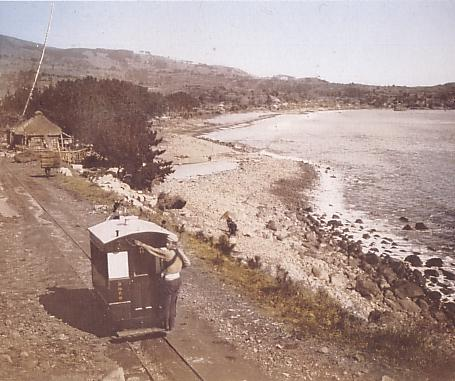
豆相人車鉄道

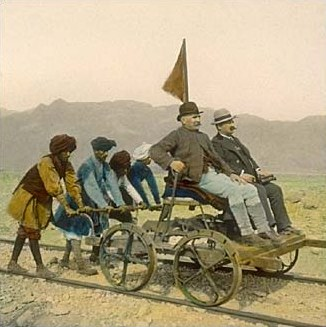
英領インド。1895年頃

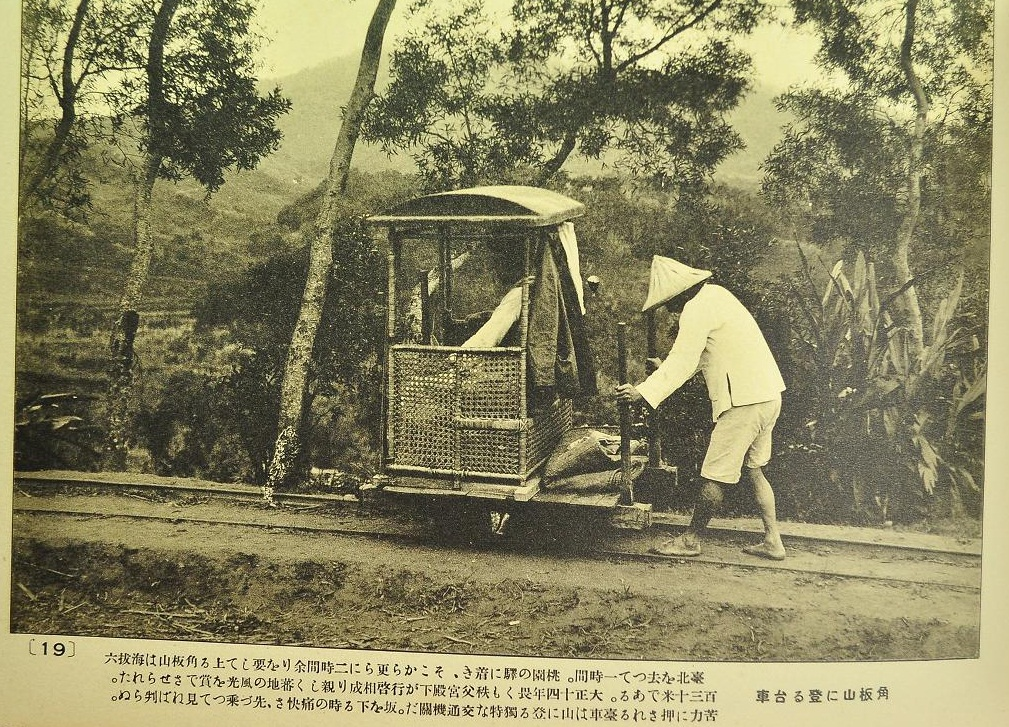
台湾。1934年

人車軌道（じんしゃきどう）とは、人が客車や貨車を押す鉄道である。人車鉄道（じんしゃてつどう）ともいう。

## 概要
人車は軽量のトロッコに椅子（定員は2人から4人程度）を設けた簡便な車両でこれを押し屋が人力で動かす。雨除けなど屋根付きのものと屋根のないものとがある。台車の後方には棒が付いており棒を押して前方に動かす。下り坂では押し屋も台車に乗り込んでブレーキを掛けながらスピードを制御する。複線の場合もあったが、多くは単線で用いられ、車両がすれ違う場合には台車をかかえて線路脇にいったん出して通過させていた。
人力交通機関であり、動力の機械化の流れに逆行していた。しかし、建設コストを含めた初期投資の少なさ、動力としての人件費の安さとその維持の容易さ、鉄道運行の簡便さ、などのメリットもあり、基幹交通機関（幹線鉄道、河川交通）との接続を目的とした小規模な地域密着の路面交通機関（軌道）として活用された。
対して、人力による輸送力の小ささ、運輸効率の悪さ、旅客輸送では速度の遅さといったデメリットがある。その結果、モータリゼーションの波に打ち勝てず次第に姿を消した。

## 日本の人車軌道

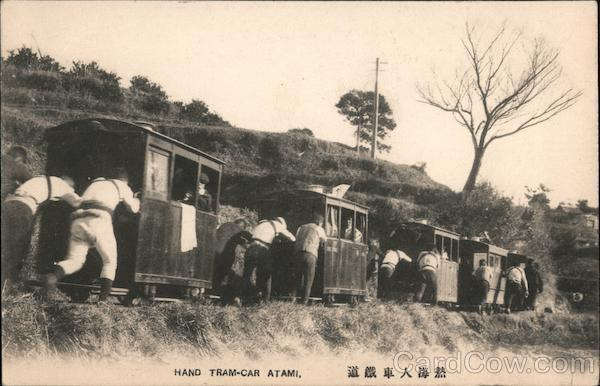
熱海の人力鉄道、1900年頃

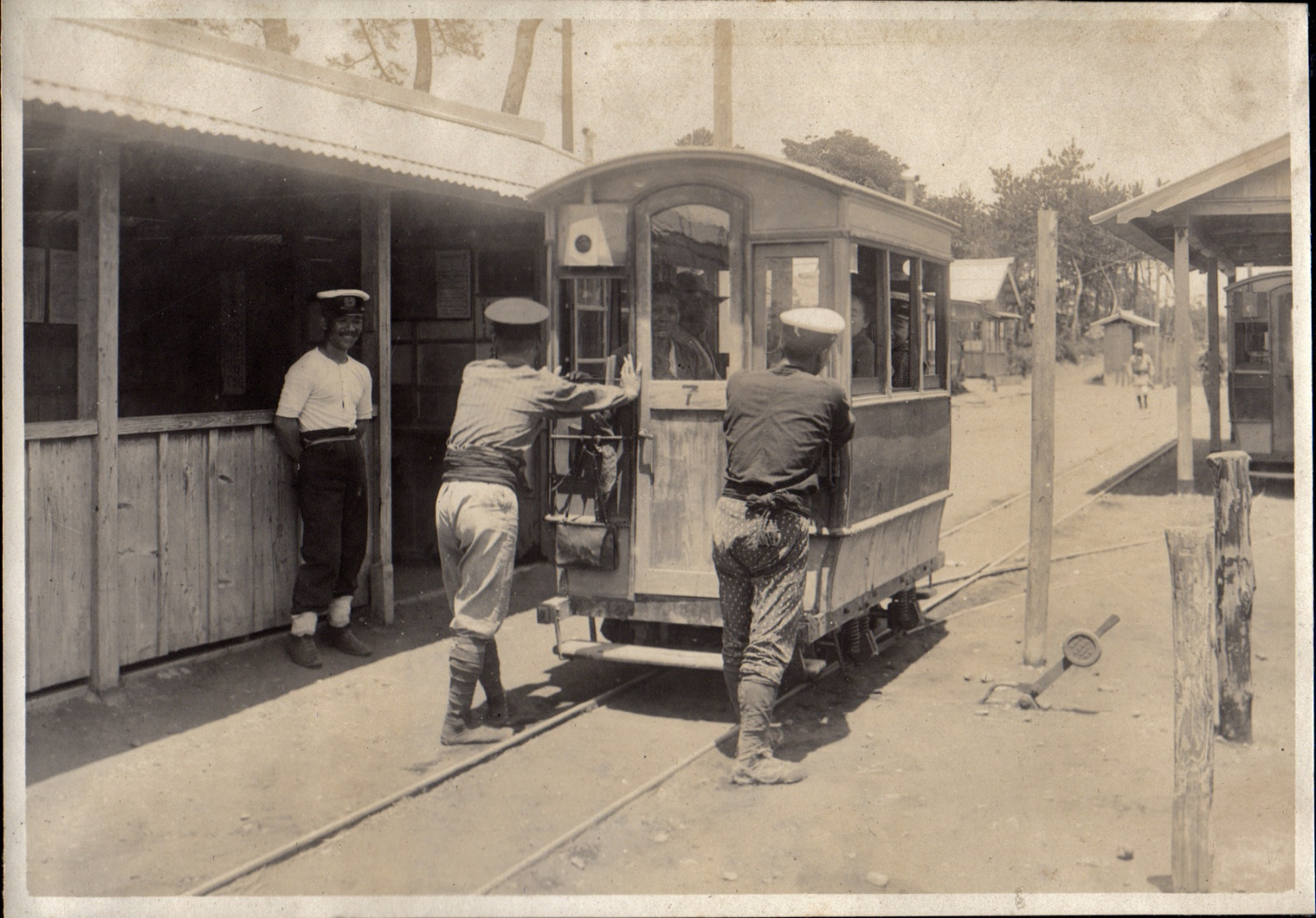
1915年頃

日本では、最も狭義には、運輸事業を目的に軌道条例（後の軌道法）に基づいて敷設されたものを指す。人車軌道は1900年から1920年ごろまでの間に多く存在していた。

### 歴史

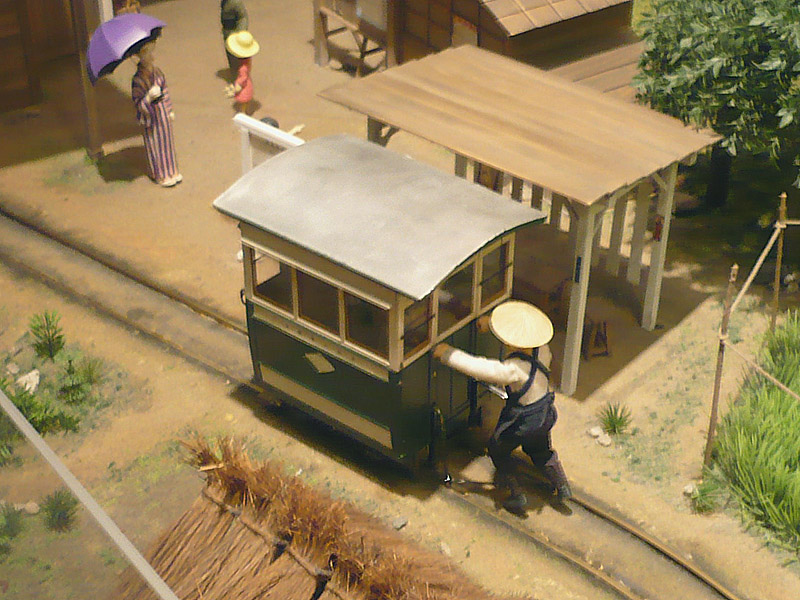
人力鉄道模型。葛飾柴又寅さん記念館

日本では、木道社が1882年3月の開業から12月まで人車軌道として営業した後、馬車軌道に転換した例がある。その後、1891年に開業した藤枝焼津間軌道から、1932年に開業した銀鏡軌道まで全部で29の路線が開通した。小規模な路線が多く、江別町営人車軌道や中西徳五郎経営軌道（二ツ井軌道）のように延長が1 km に満たない路線もあった。しかしその一方で、宇都宮石材軌道のように総延長が30 km に及ぶものも存在した。軌間は江別町営人車軌道が1067 mm （3 ft 6 in = 3′ 6″）であるほかは、ほとんどが610 mm （2′）か762 mm （2′ 6″）だった。
多くの路線では、廃止時まで人車が使用された。一方、人が車両を押すという非効率性のため、一部の路線ではガソリンカー（鍋山人車鉄道など）や馬（和賀軽便軌道など）へ動力の切り替えが行なわれた。日向軌道や富士軌道のように人車と馬車が併用されていた路線も存在する。また、トラックや馬、乗合自動車や他の鉄道路線との競合に弱く、1900年に藤枝焼津間軌道が廃止されたのを皮切りに、1945年ごろまでには、ほとんどの人車軌道が廃止された。岩舟人車鉄道のように全長は7.3 kmあっても、実質的には鉄道駅までの1 km程度しか利用価値がなくなって廃止に到った例もある。一方で、大手私鉄の路線網に組み込まれ、普通鉄道へ改築された上で21世紀に至るまで鉄道としての命脈を保っている路線も、東武桐生線・京成金町線の各一部が存在する。
これら路線の他に、千葉県の特例によって敷設された茂原・長南間人車軌道や、大井川に鉄道橋を架橋する資金が得られなかったため道路橋上に人車軌道が仮設された藤相鉄道の大井川駅 - 大幡駅間、軌道法第一条第二項に基づく専用軌道である稲田軌道や岩間人車軌道などといった路線も存在した。また、三菱吉岡鉱山専用軌道などといった鉱山鉄道や森林鉄道にも、人車が使用されていた記録が残っている。
なお、多くの路線が静岡県以東の地域に集中していた。この理由は定かになっていないが、同時期に三重・瀬戸内といった静岡以西の人口集中地域の外縁部に蒸気動力の軽便鉄道が集中して開業していることや、九州では3フィート軌間の馬車・蒸気・内燃の各動力による鉄道が相次いで建設されたことなど、この時代の各地方での地元資本による軽便な鉄道の開業については地域ごとに極端な偏りが見られることから、当時の各地方の資本蓄積状況や人件費、鉄道起業を説く投資家やオットー・ライメルス商会や才賀商会など資材を扱う商社などの介在、それに先行事例の模倣など幾つかの要因が影響していた可能性が指摘されている。ことに静岡周辺の豆相人車鉄道と瀬戸内海周辺の伊予鉄道の影響は大きかったと考えられる。
1959年の島田軌道廃止により人車軌道は日本から姿を消した。

### 保存

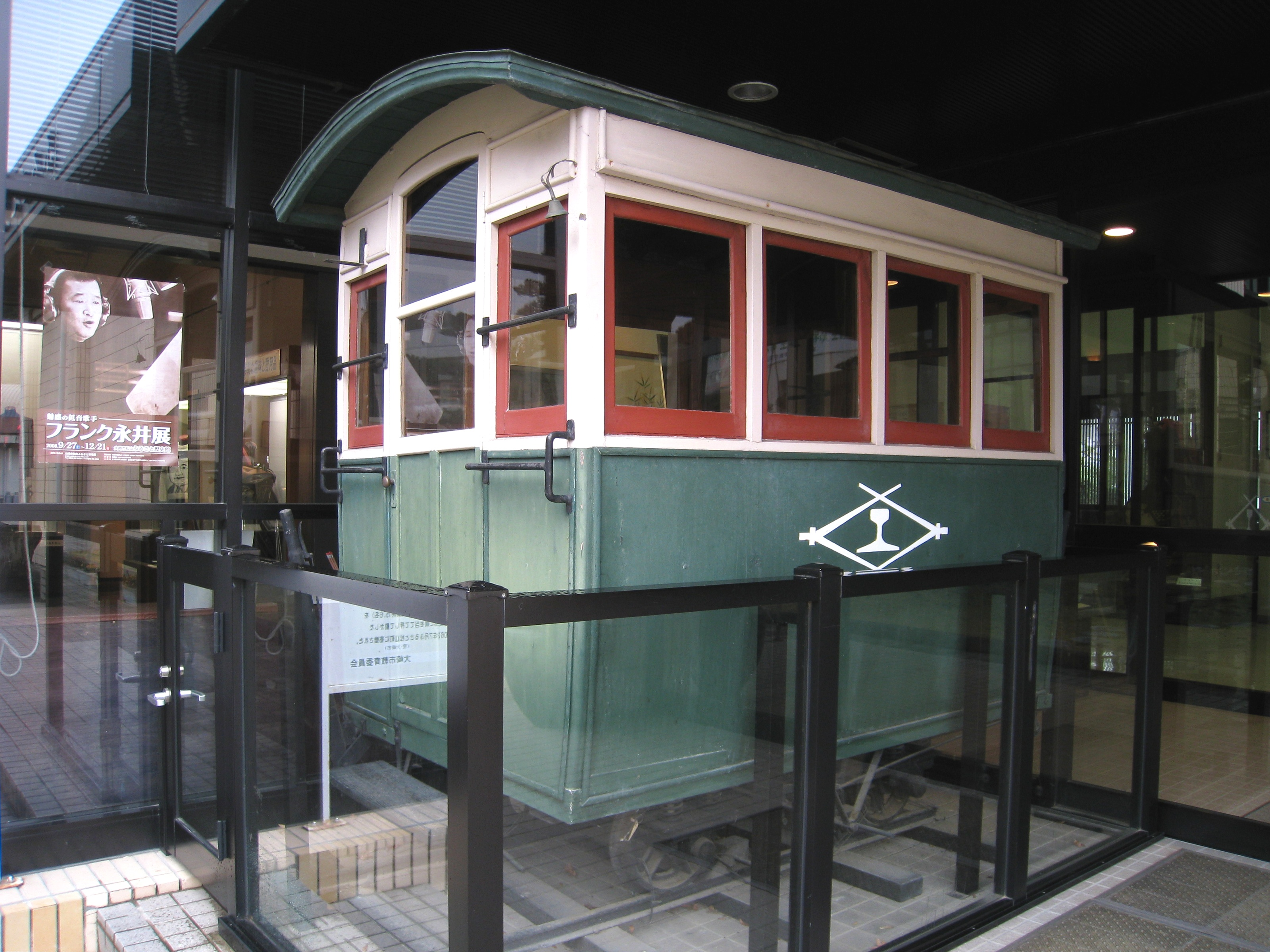
松山ふるさと歴史館での車両展示

鉄道博物館 (さいたま市)、松山ふるさと歴史館（大崎市）（いずれも松山人車軌道）、茂原市立郷土資料館（庁南茂原間人車軌道）に実物の客車が保存展示されている。

### 統計
| 年度 | 軌道数 | 開業哩程（哩鎖） | 乗客（人） | 貨物量（トン） | 客車（両） | 貨車（両） |
| ---- | ------ | ---------------- | ---------- | -------------- | ---------- | ---------- |
| 1908 | 11     | 61.12            | 249,538    | 260,026        | 132        | 384        |
| 1909 | 13     | 71.47            | 379,122    | 268,708        | 139        | 433        |
| 1910 | 13     | 70.60            | 348,472    | 253,973        | 138        | 443        |
| 1911 | 13     | 70.62            | 377,107    | 298,531        | 153        | 394        |
| 1912 | 13     | 76.97            | 298,990    | 741,235        | 100        | 455        |
| 1913 | 12     | 70.64            | 293,174    | 285,460        | 96         | 430        |
| 1914 | 12     | 67.52            | 280,301    | 331,530        | 95         | 498        |
| 1915 | 14     | 70.40            | 277,449    | 358,569        | 128        | 518        |
| 1916 | 13     | 66.00            | 345,872    | 399,487        | 125        | 488        |
| 1917 | 11     | 61.78            | 458,157    | 443,711        | 124        | 480        |
| 1918 | 9      | 49.15            | 322,917    | 461,569        | 95         | 387        |
| 1919 | 10     | 50.26            | 372,700    | 514,958        | 97         | 427        |
| 1920 | 10     | 51.01            | 343,468    | 434,544        | 97         | 427        |
| 1921 | 10     | 51.01            | 357,814    | 448,905        | 86         | 395        |
| 1922 | 12     | 52.43            | 364,324    | 476,313        | 85         | 365        |
| 1923 | 12     | 54.45            | 402,647    | 498,227        | 70         | 388        |
| 1924 | 11     | 45.07            | 310,947    | 514,254        | 54         | 378        |
| 1925 | 12     | 45.66            | 246,562    | 415,516        | 65         | 371        |
| 1926 | 10     | 42.42            | 75,298     | 404,420        | 59         | 324        |
| 1927 | 9      | 36.73            | 55,840     | 386,611        | 59         | 314        |
| 1928 | 9      | 49.08            | 52,175     | 155,241        | 16         | 248        |
| 1929 | 8      | 42.97            | 38,602     | 127,987        | 14         | 228        |
| 1930 | 7      | 28.89            | 4,531      | 100,451        | 8          | 215        |
| 1931 | 7      | 32.05            | 2,452      | 100,688        | 8          | 199        |
| 1932 | 7      | 31.26            | 1,656      | 93,821         | 4          | 194        |
| 1933 | 6      | 33.49            | 585        | 98,070         | 1          | 195        |
| 1934 | 6      | 33.49            | 0          | 194,936        | 1          | 228        |
| 1935 | 6      | 33.49            | 0          | 206,755        | 1          | 228        |
| 1936 | 7      | 37.60            | 0          | 222,474        | 1          | 228        |

- 鉄道院年報、鉄道省年報各年度版及び日本鉄道史下巻
- 開業哩程の単位は1927年度以降は km

### 過去に存在した人車軌道の一覧

#### 軌道条例に基づくもの
- 北海道
  - 江別町営人車軌道（江別人車鉄道、江別太人車軌道）
- 秋田県
  - 中西徳五郎経営軌道（二ツ井軌道）
- 山形県
  - 赤湯人車軌道
- 岩手県
  - 和賀軽便軌道
- 宮城県
  - 松山人車軌道
- 栃木県
  - 那須人車軌道
  - 岩舟人車鉄道
  - 鍋山人車鉄道
  - 宇都宮石材軌道
  - 野州人車鉄道（後に宇都宮石材軌道と合併）
  - 乙女人車軌道
  - 喜連川人車鉄道
- 茨城県
  - 笠間人車軌道
  - 樺穂興業

- 千葉県
  - 野田人車鉄道
  - 東葛人車鉄道
  - 千葉県営大原・大多喜間人車軌道
- 東京都
  - 帝釈人車軌道
- 群馬県
  - 里見軌道
- 神奈川県
  - 豆相人車鉄道（静岡県にもかかる）
- 静岡県
  - 藤枝焼津間軌道
  - 島田軌道
  - 中泉軌道
  - 富士軌道（馬力併用）
- 福井県
  - 本郷軌道
- 宮崎県
  - 日向軌道（馬力併用）
  - 銀鏡軌道（馬力併用）
- 沖縄県
  - 沖縄人車軌道

#### 専用軌道など
- 茨城県
  - 稲田軌道
  - 岩間人車軌道
  - 羽黒軌道
- 千葉県
  - 庁南茂原間人車軌道
- 群馬県
  - 藪塚石材軌道
- 富山県
  - 新川軌道
- 静岡県
  - 藤相鉄道（1920年前後の時期、大井川区間の連絡）
- 宮崎県
  - 住吉村営人車軌道

## 朝鮮の人車軌道
朝鮮では済州島循環軌道、江景軌道、金堤軌道、倭館軌道などの人車軌道が旅客営業を行っていた。

## 台湾の人車軌道
旧外地だった台湾にも多く存在していた、道路整備前に田舎や蕃地への交通手段として盛んだった。地元では台車（だいしゃ）または軽便車（けいびんしゃ）と呼ばれた。
台湾では1970年代まで人車鉄道が用いられていた。そのほとんどは自動車にとってかわられたが、烏来人車鉄道のように観光用に復活させた例もある。
台湾屈指の観光名所九份は「軽便路」という道路があり、それが軌道廃線後、線路敷の一部から転用した道路である。

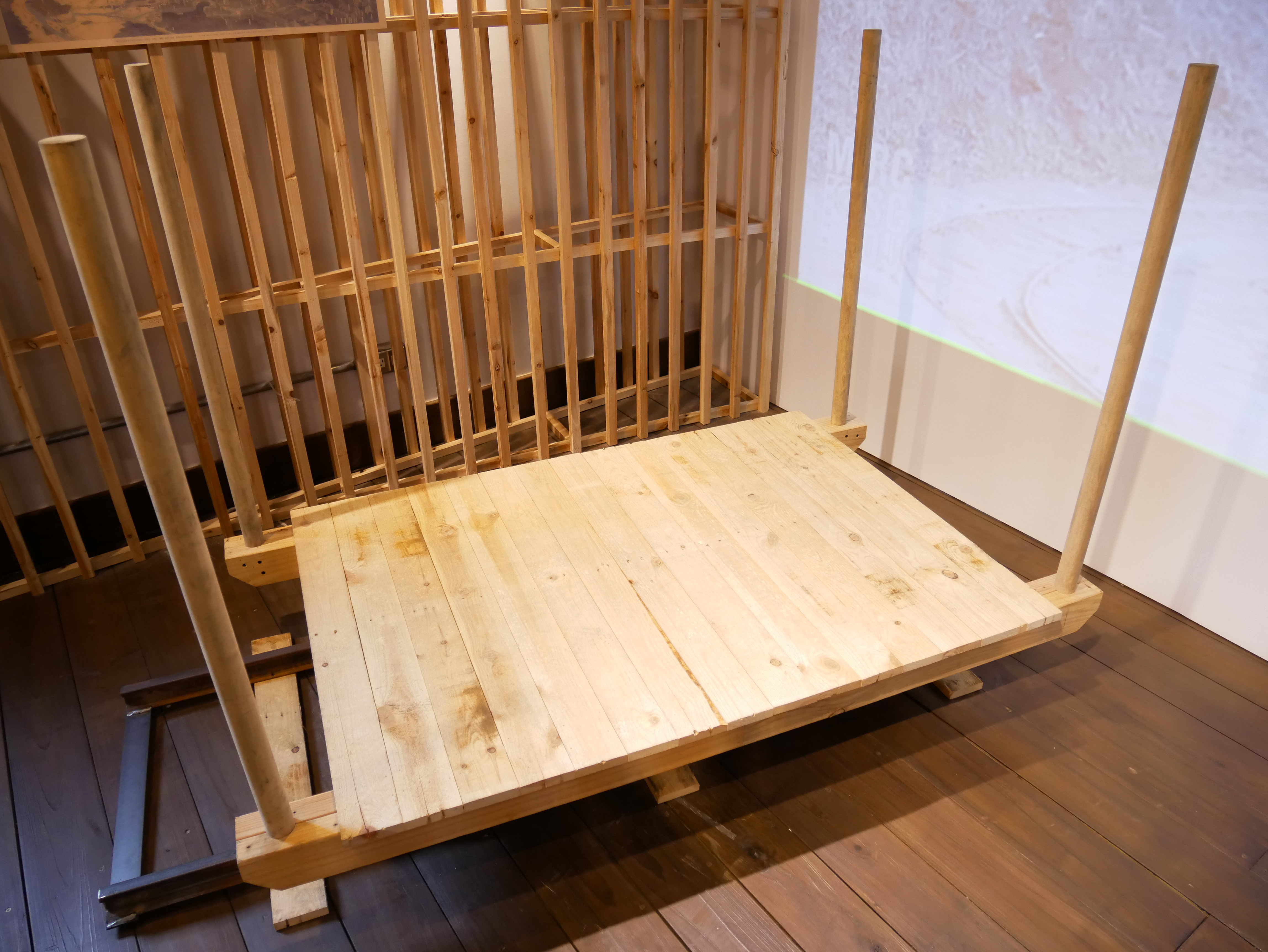
車両模型
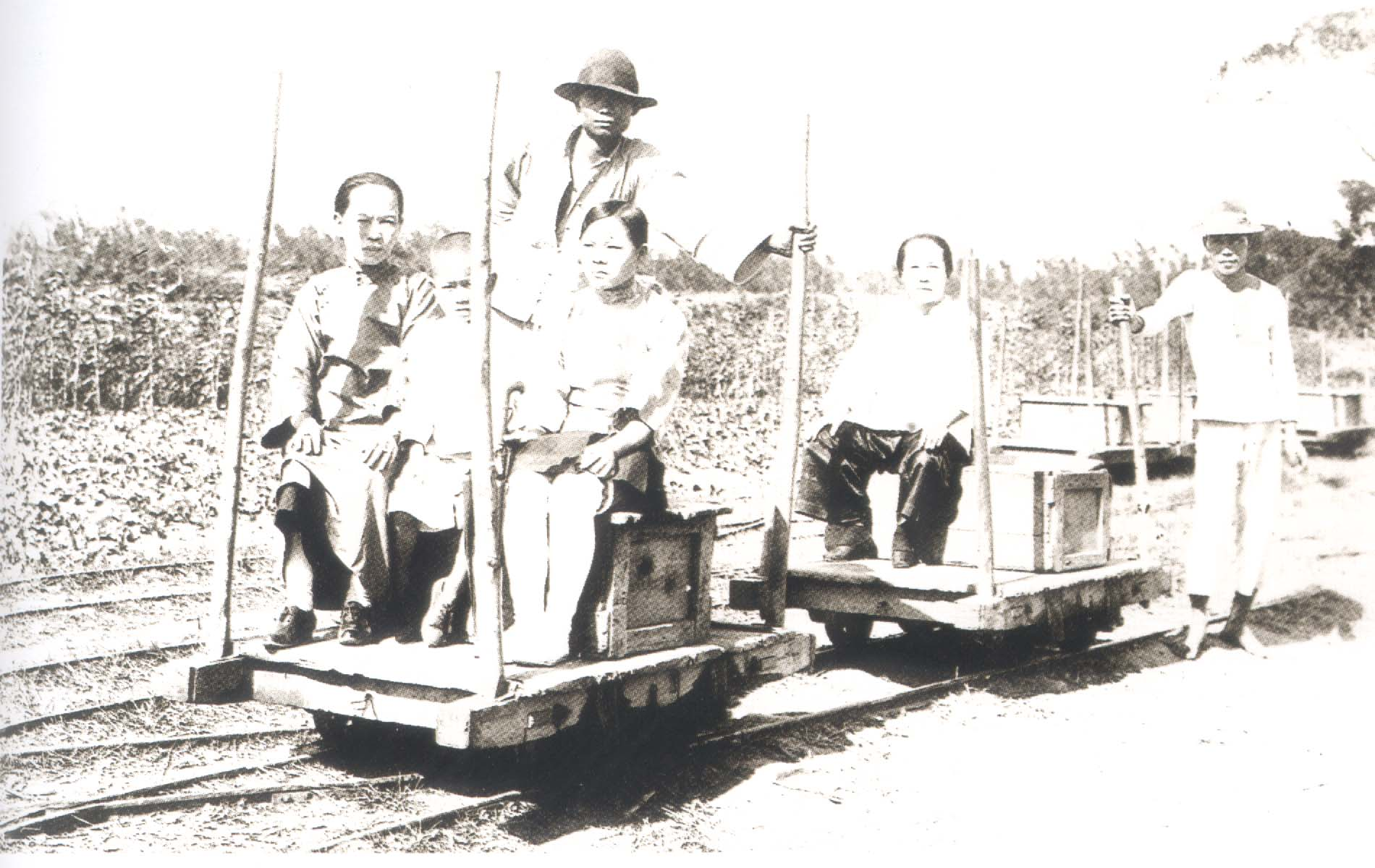
1901年
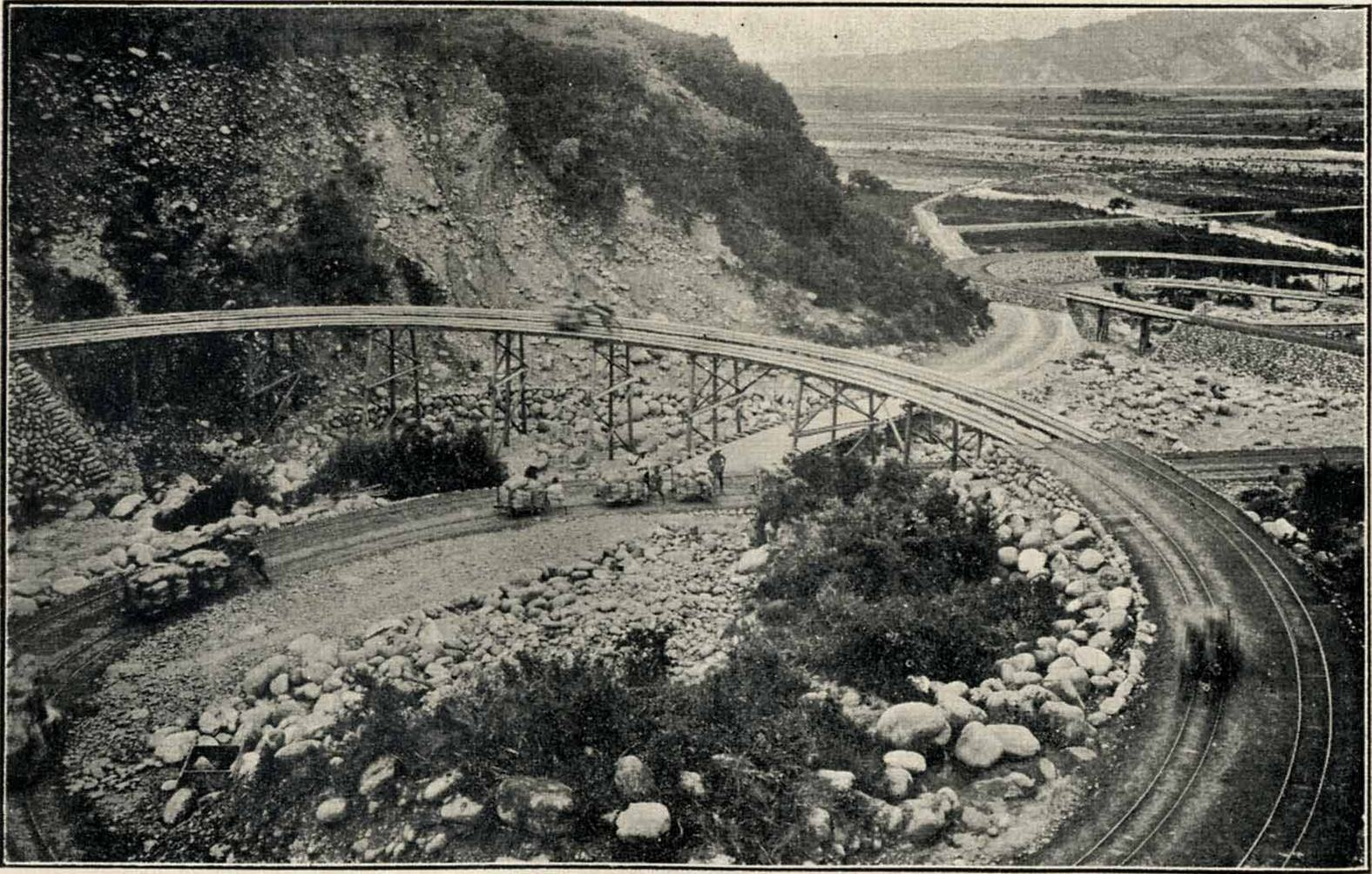
1905年
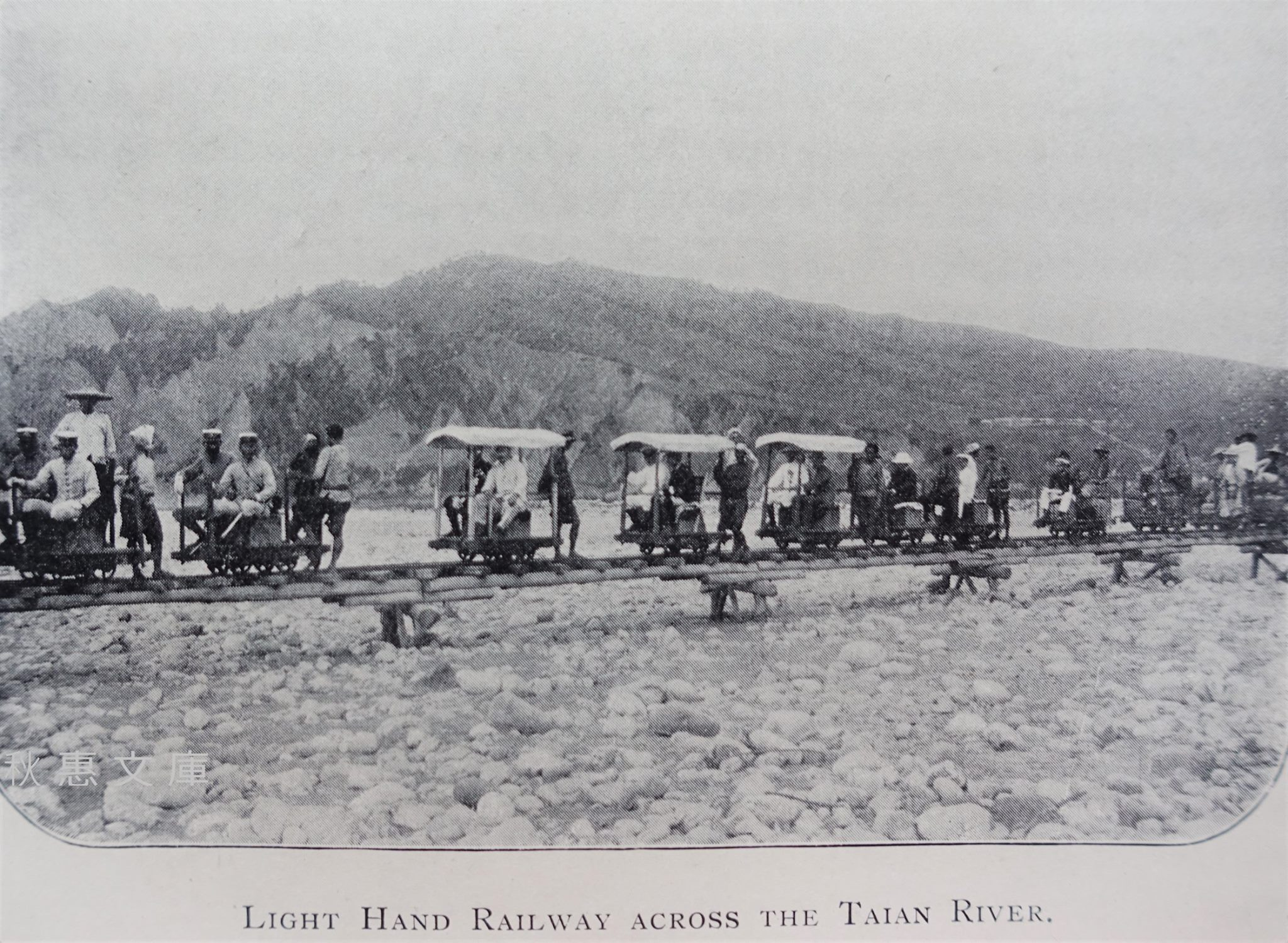
1907年
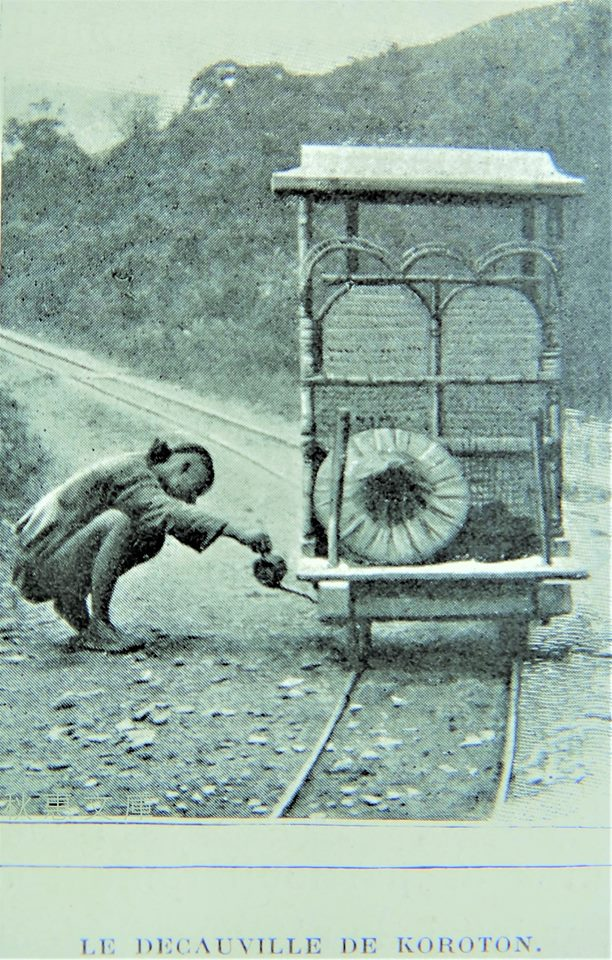
1910年
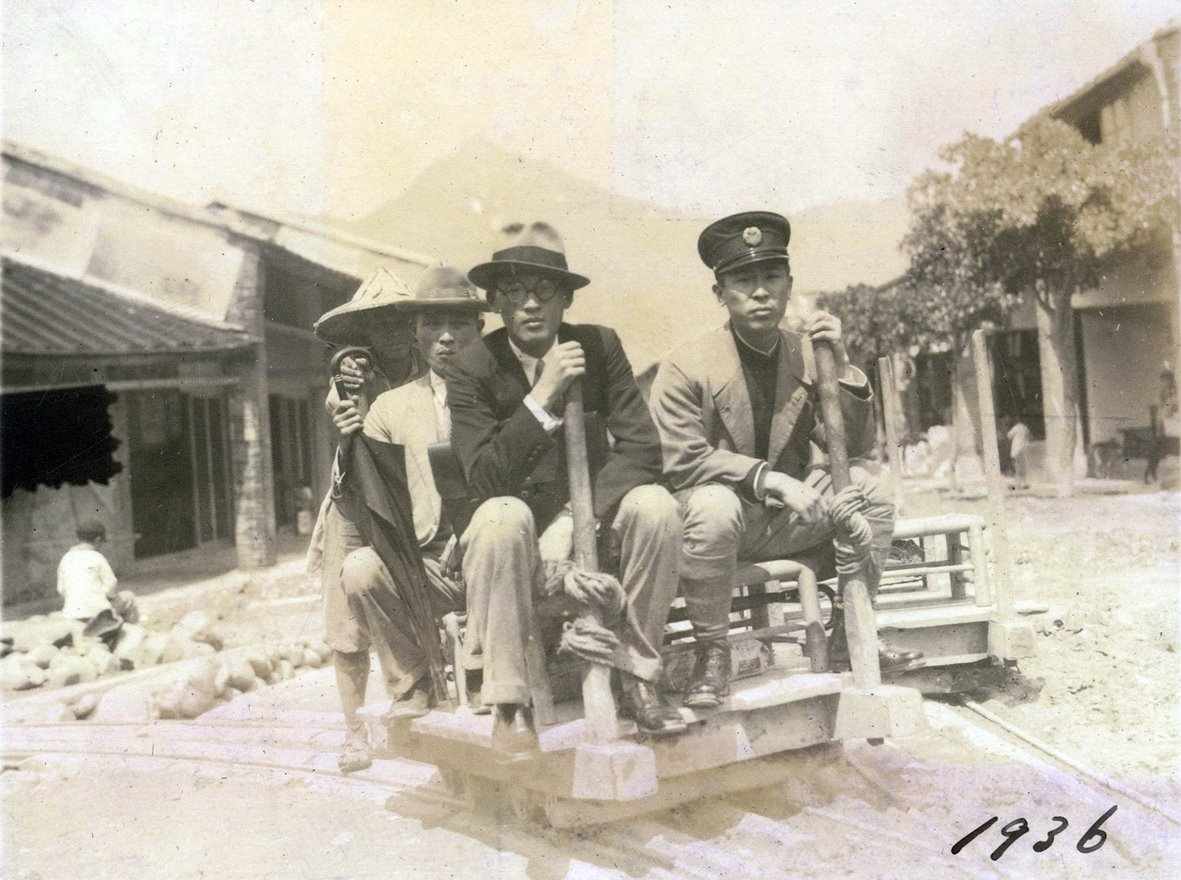
1936年
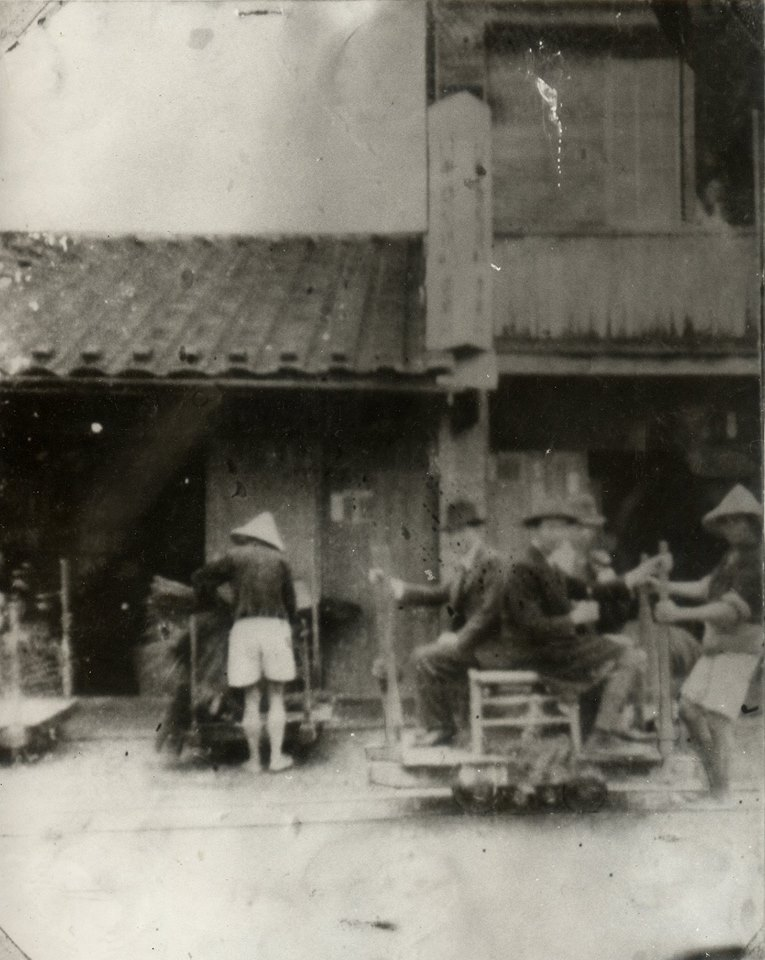
桃園市、1936年頃
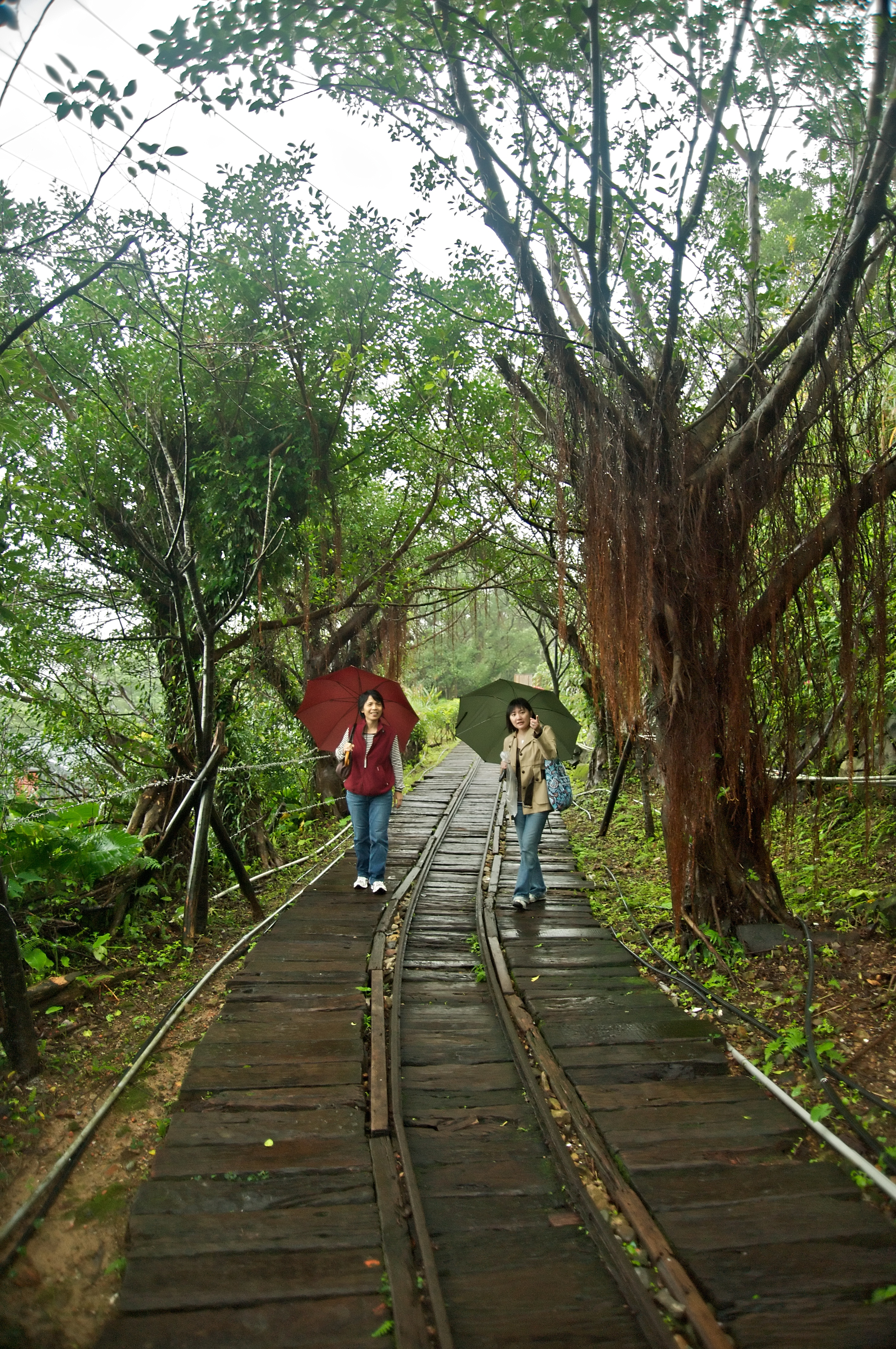
廃線跡